# Rue Lalanne
Pour les articles homonymes, voir Lalanne.
La rue Lalanne (en occitan : carrièra Lalana) est une voie de Toulouse, chef-lieu de la région Occitanie, dans le Midi de la France.

## Situation et accès

### Description
La rue Lalanne est une voie publique. Elle traverse les quartiers de Lafourguette et de Bellefontaine. Elle correspond à l'ancien chemin vicinal no 86, dit « de Fontaine-Lestang à Lafourguette » (actuelles rues Raymond-Lizop et Lalanne), reliant le chemin de Lestang, près du domaine de Fontaine-Lestang, au village de Lafourguette.
Elle naît perpendiculairement à la route de Seysses, presque dans le prolongement de la rue de Gironis. Longue de 531 mètres et rectiligne, elle est orientée au nord-ouest. Elle rencontre, après 335 mètres, la rue Auguste-Guénot et la rue Paul-Gauguin. Elle se prolonge sur 99 mètres pour donner naissance, à gauche, à la rue du Professeur-Raymond-Rey, puis se termine 77 mètres plus loin, au croisement de l'impasse d'Ossau. Elle est prolongée au nord par la rue Robert-Mesuret.
La chaussée compte une seule voie de circulation automobile en sens unique, de la rue Paul-Gauguin vers la route de Seysses, et à double-sens entre la rue Paul-Gauguin et la rue Robert-Mesuret. Elle appartient sur toute sa longueur à une zone 30 et la vitesse y est limitée à 30 km/h. Il n'existe ni bande, ni piste cyclable, quoiqu'elle soit à double-sens cyclable.

### Voies rencontrées
La rue Lalanne rencontre les voies suivantes, dans l'ordre des numéros croissants (« g » indique que la rue se situe à gauche, « d » à droite) :
1. Route de Seysses
2. Rue Auguste-Guénot (d)
3. Rue Paul-Gauguin
4. Rue du Professeur-Raymond-Rey (g)
5. Rue Robert-Mesuret (g)
6. Impasse d'Ossau (d)

## Odonymie
En 1935, la rue a été nommée d'après la famille Lalanne, propriétaire d'une partie des terrains qui bordaient la rue. Elle était connue jusqu'à cette date comme la rue du Chagrin – l'origine de cette appellation n'est pas connue.

## Patrimoine et lieux d'intérêt
- no  6 : maison toulousaine.
La maison, de type toulousaine, est construite dans la deuxième moitié du XIXe siècle. Elle est bâtie en brique et s'élève parallèlement à la rue Lalanne, mais en léger retrait. La façade principale se développe sur cinq travées et s'élève sur deux niveaux, séparés par un cordon. Le comble à surcroît est percé de petites ouvertures rectangulaires. L'élévation est couronnée par une corniche moulurée[4].

- no  14 : maison toulousaine.
La maison toulousaine est construite dans la deuxième moitié du XIXe siècle. Elle est bâtie en brique et s'élève parallèlement à la rue Lalanne. La façade principale se développe sur trois travées et s'élève sur deux niveaux, séparés par un cordon mouluré. Le comble à surcroît est percé d'ouvertures polygonales. L'élévation est couronnée par une corniche moulurée[5].

- no  19 : maison toulousaine. 
La maison toulousaine est construite dans la deuxième moitié du XIXe siècle. Elle est bâtie en brique et s'élève parallèlement à la rue Lalanne. La façade principale, qui se développe sur trois travées, est encadrée par de pilastres à chapiteaux doriques. Elle s'élève sur deux niveaux, séparés par un cordon. Au rez-de-chaussée, la porte et la fenêtre de gauche sont mises en valeur par un chambranle finement mouluré – la fenêtre de droite ayant disparu à la suite du percement d'une porte de garage. Le comble à surcroît est percé d'un unique jour orné d'un motif en terre cuite. L'élévation est couronnée par une corniche moulurée.

- no  20 : ferme (deuxième moitié du XIXe siècle)[6].
- no  31 : maison toulousaine (deuxième moitié du XIXe siècle)[7].
- no  35 : ferme (deuxième moitié du XIXe siècle).